# ハンス＝ヘンリック・エーステッド
ハンス＝ヘンリック・エーステッド（Hans-Henrik Ørsted、1954年12月13日 - ）は、デンマーク、グレノー出身の元自転車競技（トラックレース）選手。

## 来歴
個人追抜における第一人者の一人として名を上げた他、6日間レースでも実績を挙げるなど、主にトラックレースを中心に活躍した。
1975年
- デンマーク選手権 アマ 団体追抜 優勝

1977年
- デンマーク選手権
  - アマ 団体追抜 優勝
  - アマ 個人追抜 優勝
  - アマ 個人タイムトライアル(ITT) 優勝

1978年
- デンマーク選手権
  - アマ 団体追抜 優勝
  - アマ 個人追抜 優勝
  - アマ ポイントレース 優勝
  - アマ ITT 優勝
  - アマ チームタイムトライアル(TTT) 優勝

1980年
- モスクワオリンピック
  -  個人追抜 3位
- デンマーク選手権 
  - アマ個人追抜 優勝
  - アマITT 優勝
- モスクワオリンピック終了後、プロ転向
- トラックレース世界選手権 プロ個人追抜 3位

1981年
- トラックレース世界選手権 プロ個人追抜 2位
- デンマーク選手権
  - プロ個人追抜 優勝
  - プロオムニアム 優勝
- ドルトムント6日間レース 優勝（+ ゲルト・フランク）
- ヘルニング6日間レース 優勝（+ ゲルト・フランク）
- マディソン欧州選手権 優勝（+ ゲルト・フランク）
- グランプリ・デ・ナシオン 3位

1982年
- トラックレース世界選手権 プロ個人追抜 2位

1983年
- トラックレース世界選手権 プロ個人追抜 3位
- マディソン欧州選手権 優勝（+ ゲルト・フランク）
- ヘルニング6日間レース 優勝（+ ゲルト・フランク）
- デンマーク一周 総合3位

1984年
- トラックレース世界選手権 プロ個人追抜 優勝
- ヘント6日間レース 優勝（+ ゲルト・フランク）
- ミュンヘン6日間レース 優勝（+ ゲルト・フランク）
- デンマーク選手権 プロ個人追抜 優勝
- デンマーク一周 総合2位

1985年
- トラックレース世界選手権 プロ個人追抜 優勝
- ベルリン6日間レース（+ ダニー・クラーク）
- コペンハーゲン6日間レース（+ ゲルト・フランク）
- トロフェオ・バラッキ 優勝（+ フランチェスコ・モゼール）

1986年
- トラックレース世界選手権 プロ個人追抜 2位

1987年
- トラックレース世界選手権 プロ個人追抜 優勝
- デンマーク選手権 プロオムニアム 優勝

1988年
- コペンハーゲン6日間レース 優勝（+ ロマン・ヘルマン）